# Автошляхи Румунії

Мережа шляхів Румунії

Дороги загального користування в Румунії класифікуються за важливістю та рухом:
- автомагістраль (рум. autostradă - мн. рум. autostrăzi) - колір: зелений; знак: A з однією цифрою
- швидкісна дорога (рум. drum expres) - колір: червоний; знак: DX з однією чи двома цифрами та необ'явозковою буквою
- національна дорога (рум. drum național - мн. рум. drumuri naționale) - колір: червоний; знак: DN з однією чи двома цифрами та необ'явозковою буквою
- муніципальна дорога (жудів) (рум. drum județean - мн. рум. drumuri județene) - колір: синій; знак: DJ з трьома цифрами та необ'явозковою буквою; унікальні номери на жудець
- місцева дорога (рум. drum comunal - мн. рум. drumuri comunale) - колір: жовтий; знак: DC з номером та необ'явозковою буквою; унікальний номер на жудець.

Деякі національні дороги є частиною мережі європейських автошляхів. Європейські маршрути, що проходять через Румунію: E58; E60; E70; E85; Е79; E81; E68; E87 (клас A); E574; E576; E581; E583; E671; E771.
У 2014 в Румунії існувало 85 362 км доріг, з яких 52 328 км були з дорожнім покриттям та  33 034 км були гравійними.

## Автомагістралі
Розвиток загальної довжини доріг (наприкінці відповідного року):
| Рік          | 1972 | 1987 | 2000 | 2002 | 2004 | 2007 | 2008 | 2009 | 2010 | 2011 | 2012 | 2013 | 2014 | 2015 | 2016 | 2017 | 2018 | 2019 | 2020 |
| Довжина (км) | 96   | 113  | 113* | 113* | 228  | 262  | 262* | 304  | 332  | 390  | 530  | 635  | 685  | 711  | 732  | 748  | 806  |      |      |

- *перероблено
- **запланована довжина

Автостради позначаються буквою A з відповідним номером. У грудні 2018 року, Румунія мала 806.7 км автострад, та ще 148.6 км будувалися. В останні роки було розроблено генеральний план національної автомагістралі, і по країні розпочато багато робіт, які призвели до значних змін у 2015 році, і, зрештою, до 2022 року.
В Румунії є лише декілька платних доріг. Однією з них є мост Джурджіє - міст Ваду Ой над річкою Дунай на шосе DN2A у Хиршова, автомагістраль А2, ділянка довжиною 17 км довжиною між Фетешть і Чернавода, що складається з двох автомобільних / залізничних мостів. Тим не менш, кожен власник автомобіля, який використовує автомагістраль (A) або національну дорогу (DN) в Румунії, повинен придбати віньєтку (rovinietă) на будь-якій автозаправній станції або в будь-якому поштовому відділенні по всій країні.
| Автострада                                | Маршрут                                                                                              | Заплановано (км) / Збудовано (км) | Примітки                                                                                                 |
| ----------------------------------------- | --- | --------------------------------- | --- |
| Автомагістраль A1                         | Бухарест – Пітешть – Римніку-Вилча – Сібіу – Дева – Тімішоара – Арад – Недлак Угорщина               | 576 / 385                         | Будуються 72 км між Дева та Лугож; решта 123 км між Пітешть та Сібіу будуть завершені до 2020 року.      |
| Автомагістраль A2                         | Бухарест – Фетешть – Чернаводе – Констанца                                                           | 203 / 203                         | Повністю збудована; перша повністю збудована автомагістраль у Румунії.                                   |
| Автомагістраль A3                         | Бухарест – Плоєшті та Брашов – Сігішоара – Тиргу-Муреш – Клуж-Напока – Залеу – Орадя – Борш Угорщина | 603 / 138                         | Секція Ієрнут - Кампіа Турзій (33.5 км) будується.                                                       |
| Автомагістраль A4                         | Овідіу – Аджиджа (комуна) – Мангалія – Вама-Веке Болгарія                                            | ~60 / 22                          | Обхід міста Констанца закінчений, між Овідіу та Портом Констанци. Секція Аджиджа - Вама-Веке планується. |
| Автомагістраль A5                         | Брашов – Бакеу                                                                                       | 160 / 0                           | Планується.                                                                                              |
| Автомагістраль A6                         | Перехрестя з A1 Лугож – Дробета-Турну-Северин – Крайова – Калафат – Александрія – Бухарест           | n/a / 11                          | Збудована між A1 та обхідом міста Лугож.                                                                 |
| Автомагістраль A7                         | Перехрестя з A3 Плоєшті – Бакеу – Сучава – Серет Україна                                             | 16 / 0                            | Будівництво почнеться у 2016 році.                                                                       |
| Автомагістраль A8                         | Ясси – Тиргу-Фрумос – Себеоань – Тиргу-Нямц - Совата - Тиргу-Муреш                                   | 319 / 0                           | Планується                                                                                               |
| Автомагістраль A9                         | Перехрестя з A1 Тімішоара – Моравіца                                                                 | 92 / 0                            | Планується                                                                                               |
| Автомагістраль A10                        | Перехрестя з A1 Себеш – Перехрестя з A3 біля Турда                                                   | 70 / 28.8                         | Секції 3 та 4 збудовані, інші будуються.                                                                 |
| Автомагістраль A11                        | Арад – Орадя                                                                                         | 118 / 3                           | Тільки кілька кілометрів між A1 та DN7 біля міста Арад відкриті. Решта планується.                       |
| Автомагістраль A12                        | Перехрестя з A1 біля Пітешть – Слатіна – Крайова                                                     | 121 / 0                           | Планується.                                                                                              |
| Бухарестська кільцева автомагістраль (A0) | Кільцева дорога навколо Бухаресту                                                                    | 100 / 0                           | Планується.                                                                                              |
| Автомагістраль Плоєшті–Альбіта            | Перехрестя з A3 Плоєшті – Бузеу – Фокшани – Альбіта Молдова                                          | 288 / 0                           | Планується.                                                                                              |

## Швидкісні дороги
Заплановані швидкісні дороги відповідно з CNADNR (Румунська Національна Компанія Автомобільних Доріг):
| Швидкісна дорога | Назва           | Маршрут                                                                                        | Довжина (км) / у використанні (км) | Примітки                                                         |
| ---------------- | --------------- | ---------------------------------------------------------------------------------------------- | ---------------------------------- | ---------------------------------------------------------------- |
| DX1              | Valahia Expres  | Геєшть – Тирговіште – Плоєшті                                                                  | 74 / 0                             | з'єднає A1 та A3                                                 |
| DX2              | Danubius Expres | Лугож – Дробета-Турну-Северин – Крайова – Каракал – Александрія – Бухарест                     | 246 / 0                            | з'єднає A6 та A12, потім A0                                      |
| DX3              | Brașovia Expres | Брашов – Пітешть                                                                               | 65 / 0                             | з'єднає A3 та A1                                                 |
| DX4              | Someș Expres    | Турда – Клуж-Напока – Герла – Деж – Бая-Маре – Халмеу Україна                                  | 320 / 0                            | з'єднає A3 та Україна                                            |
| DX4A             | Someș Expres    | Деж – Бистриця                                                                                 | 56 / 0                             | з'єднає DX4 та Бистриця                                          |
| DX4B             | Someș Expres    | Ардусат (DX4 exit) – Бая-Маре                                                                  | 10 / 0                             | з'єднає DX4 та Бая-Маре                                          |
| DX4C             | Someș Expres    | Лівада (DX4) – Сату-Маре – Доролц Угорщина                                                     | 140 / 0                            | з'єднає DX4 та Угорщина                                          |
| DX5              | Siret Expres    | Плоєшті – Бузеу – Фокшани – Аджуд – Бакеу – Роман – Пашкань – Сучава – Радівці – Серет Україна | 429 / 0                            | з'єднає A3 та DX7, потім DX6, потім A5, потім A8, потім Угорщина |
| DX5A             | Moldavia Expres | Бакеу – П'ятра-Нямц                                                                            | 53 / 0                             | з'єднає DX5 та П'ятра-Нямц                                       |
| DX5B             | Siret Expres    | Сучава – Ботошани                                                                              | 30 / 0                             | з'єднає DX5 та Ботошани                                          |
| DX6              | Milcovia Expres | Бреїла – Фокшани                                                                               | 108 / 0                            | з'єднає DX5 та DX7, потім DX8, потім Молдова                     |
| DX7              | Muntenia Expres | Бузеу – Бреїла                                                                                 | 98 / 0                             | з'єднає DX5 там DX6                                              |
| DX8              | Dobrogea Expres | Констанца – Тулча – Бреїла                                                                     | 186 / 0                            | з'єднає A4 та DX6                                                |

## Європейські автошляхи

### Клас A
Карта європейських автошляхів у Румунії [Архівовано 4 липня 2007 у Wayback Machine.]
- ( Австрія,  Словаччина,  Україна) – Халмеу – Деж – Бистриця – Сучава – Ботошани – Târgu Frumos – Ясси – Sculeni – ( Молдова,  Україна,  Росія)
- ( Франція,  Швейцарія,  Австрія,  Угорщина) – Борш – Орадя – Клуж-Напока – Турда – Тиргу-Муреш – Брашов – Плоєшті – Бухарест – Urziceni – Slobozia – Констанца
- ( Угорщина) – Недлак – Арад – Дева – Sebeș – М'єркуря-Сібіулуй – Сібіу – Брашов
- ( Іспанія,  Франція,  Італія,  Словенія,  Хорватія,  Сербія) - Тімішоара – Дробета-Турну-Северин – Крайова – Александрія – Бухарест – Джурджу – ( Болгарія,  Туреччина,  Грузія)
- ( Угорщина) – Борш – Орадя – Беюш – Дева – Petroșani – Târgu Jiu – Філіаші – Крайова – Калафат – ( Болгарія,  Греція)
- ( Україна) – Халмеу – Лівада – Сату-Маре – Zalău – Клуж-Напока – Турда – Sebeș – М'єркуря-Сібіулуй – Сібіу – Пітешть – Бухарест – Констанца
- ( Литва,  Бельгія,  Україна) – Серет – Сучава – Roman – Бакеу – Бузеу – Urziceni – Бухарест – Джурджу - ( Болгарія,  Греція)
- ( Україна) – Галац – Бреїла – Тулча – Констанца – Vama Veche – ( Болгарія,  Туреччина)

### Клас B
- Бакеу – Онешті – Târgu Secuiesc – Брашов – Пітешть – Крайова
- Клуж-Напока – Деж
- Слобозія – Бреїла – Галац –  ( Молдова,  Україна)
- Sărățel – Reghin – Toplița – Георгень – М'єркуря-Чук – Sfântu Gheorghe – Кікіш
- Мерешешті — Текуч — Бирлад – Хуші – Албіца – ( Молдова,  Україна)
- Săbăoani – Ясси – Sculeni – ( Молдова,  Україна)
- ( Україна,  Молдова) – Галац – Слобозія
- Тімішоара – Арад – Орадя – Сату-Маре – Лівада
- Лугож – Дева
- Констанца – Аджиджа — Негру-Воде – ( Болгарія)
- Дробета-Турну-Северин – Porțile de Fier – ( Сербія)

## Національні дороги
Довжина національних доріг (DN) 17272 км. Сім національних доріг, які позначаються однією цифрою, починаються у Бухаресті.

## Муніципальні та місцеві дороги
У 2009 році, усього було 35048 км муніципальних доріг (з яких 24100 км з покриттям та 10948 км з гравієм. Місцеві дороги мали довжину 30162 км (з яких 6,043 км з покриттям та 24,119 км з гравієм).